# Нейлон

Нейлон-6 (вгорі) і нейлон-66 (внизу).

Нейло́н, іноді також найло́н (найлон-66, поліамід 66) — синтетичний поліамід і волокна з нього, що формуються з розплаву.
Існують два види нейлону: полігексаметиленадипінамід (найлон-66, поліамід 66) чи, власне, нейлон, і полі-ε-капроамід (найлон-6, поліамід 6) чи капрон.

## Історія назви
Існує версія, що слово «нейлон, найлон» (англ. nylon) походить від назв міст Нью-Йорк і Лондон (nylon = New York + London). Зустрічається думка, що це слово — абревіатура від New York Lab of Organic Nitrocompounds («Нью-Йоркська Лабораторія Органічних Азотних Сполук»), проте достовірних відомостей про це немає. У словнику Вебстера повідомляється, що це штучне слово, утворене від випадкового елемента nyl- та форманта -on, присутнього також у rayon і Dacron (можливо, за зразком cotton, «бавовна»). Пізніше компанія DuPont опублікувала офіційне роз'яснення (Context, vol. 7, no. 2, 1978), де зазначалося, що первісно планувалася назва No-Run («Не-Розпустиш»), але її змінили, визнавши надто претензійною. Вироби насправді були не такими вже нерозпускними, і спочатку голосні поміняли місцями (nuron), потім змінили вимову на nilon, щоб «вона була не так схожа на назву заспокійливого (nerve tonic)». Для того, щоб зробити читання яснішим, i змінили на y. Радянський мовознавець Ю. В. Откупщиков повідомляв про те, що найменування новий матеріал отримав за результатами конкурсу (з 350 варіантів) на найкращу назву.

## Синтез
Синтез найлон-66 вперше був проведений в 1937 р. В. Карозерсом, головним хіміком дослідницької лабораторії американської компанії DuPont поліконденсацією адипінової кислоти і гексаметилендіаміну. Для забезпечення стехіометричного відношення реагентів 1:1, необхідного для отримання полімеру з максимальною молекулярною масою Карозерс використовував сіль адипінової кислоти і гексаметилендиаміну (АГ-сіль).
Синтез найлона-6 з капролактаму проводиться гідролітичною полімеризацією капролактаму по механізму розкриття циклу — приєднання.

## Застосування

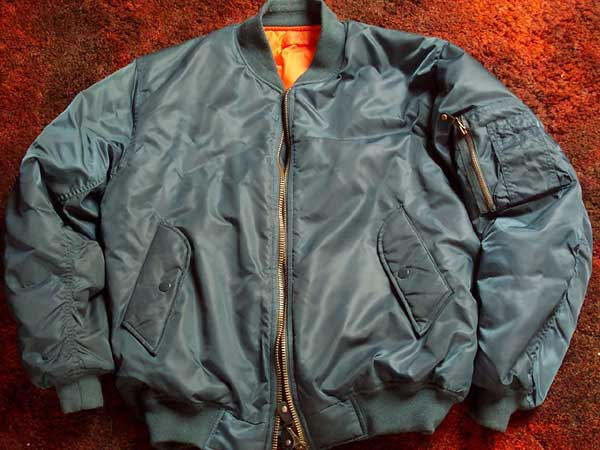
Куртка з нейлону

Велика частина нейлону використовується у виробництві хімічних волокон, що йдуть на виготовлення тканин різних типів, — як чисто нейлонових, так і змішаних.
Нейлону притаманні наступні характеристики:
- легкий;
- еластичний;
- стійкий до зношування;
- вологостійкий;
- висока стійкість до дії багатьох хімічних речовин (але руйнується кислотами).

Завдяки високій витривалості використовується при виробництві спортивного, туристичного одягу.
З нейлону також виготовляють струни для ряду музичних інструментів, зокрема для гітари.